# Gorra
La gorra, el casquet o la tura és una lligadura de forma arrodonida, sense ales, amb copa i visera; pot ser rígida, semirígida o flexible, i en general és feta de tela, pell o punt. Apareguda a començ del segle xix, i d'ús masculí al principi, la gorra és una de les lligadures més emprades modernament, tant per homes com per dones i tant per civils com per militars. És d'ús habitual en força esports.

## Etimologia i lèxic comparat
El mot català gorra, del castellà gorra, equival a l'occità casqueta; a l'espanyol gorra; al francès casquette; a l'italià berretto; al portuguès boné i, militarment, barrete de pala; al romanès şapcă i caschetă; a l'anglès cap (que també significa 'casquet'); a l'alemany Mütze (Kappe a Àustria); al rus kepka (кепка) (col·loquialment, també kepi --кепи--, nom donat pròpiament al 'quepis'). En català, existeix també casquet, derivat del diminutiu de casc i que coincideix amb l'occità, el francès, el romanès, etc. El mot tura, format per afèresi de cobertura, és un mot genuí que pertany a l'àmbit col·loquial, popular i a l'argot.

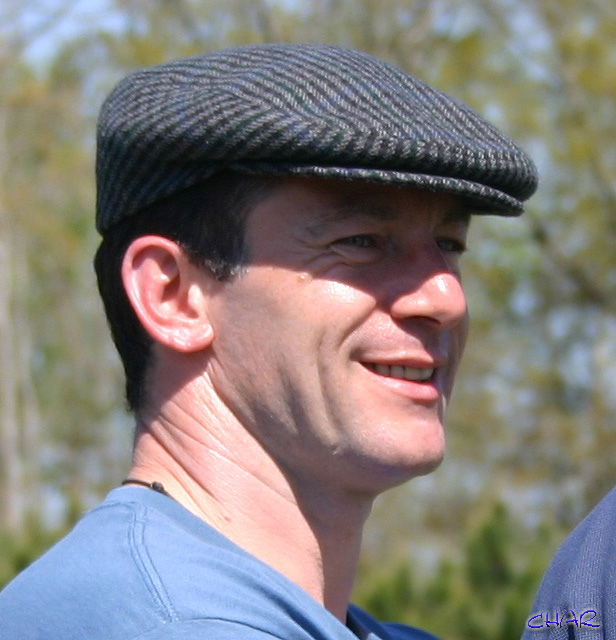
Gorra irlandesa
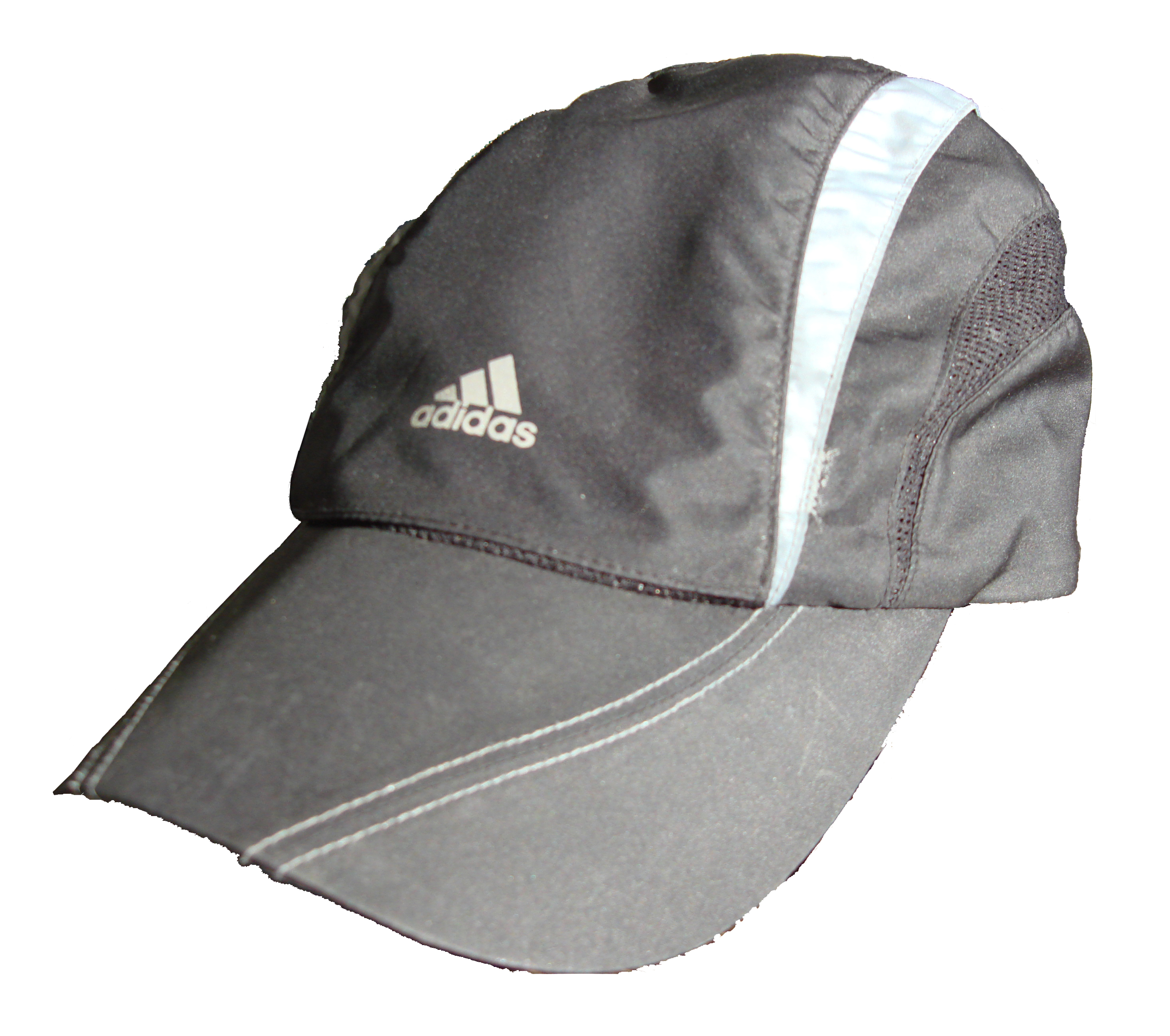
Gorra de beisbol
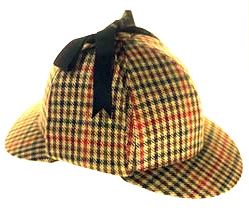
Gorra de caçador

La tipologia de gorres és rica i diversa; entre les variants més caracteritzades es compta la gorra de plat. En la vida civil, tradicionalment ha predominat la gorra irlandesa, plana, entre les classes populars urbanes i també, per a temps lliure, entre les classes altes. Amb funció similar la gorra de plat ha estat molt usada a Alemanya i a l'Europa nòrdica. En les darreres dècades, i per influència estatunidenca, és molt popular la gorra de beisbol, de copa rodona i gran visera; s'usa sermpre amb roba informal, i sobretot a l'estiu, com a protecció del sol. L'anomenada gorra de caçador, amb viseres anterior i posterior, és mítica arran Sherlock Holmes.
La gorra d'astracan, que potser podria considerar-se una mena de morrió baix, és un element intermedi entre el casquet de pell i el morrió de pell.

## Ús militar

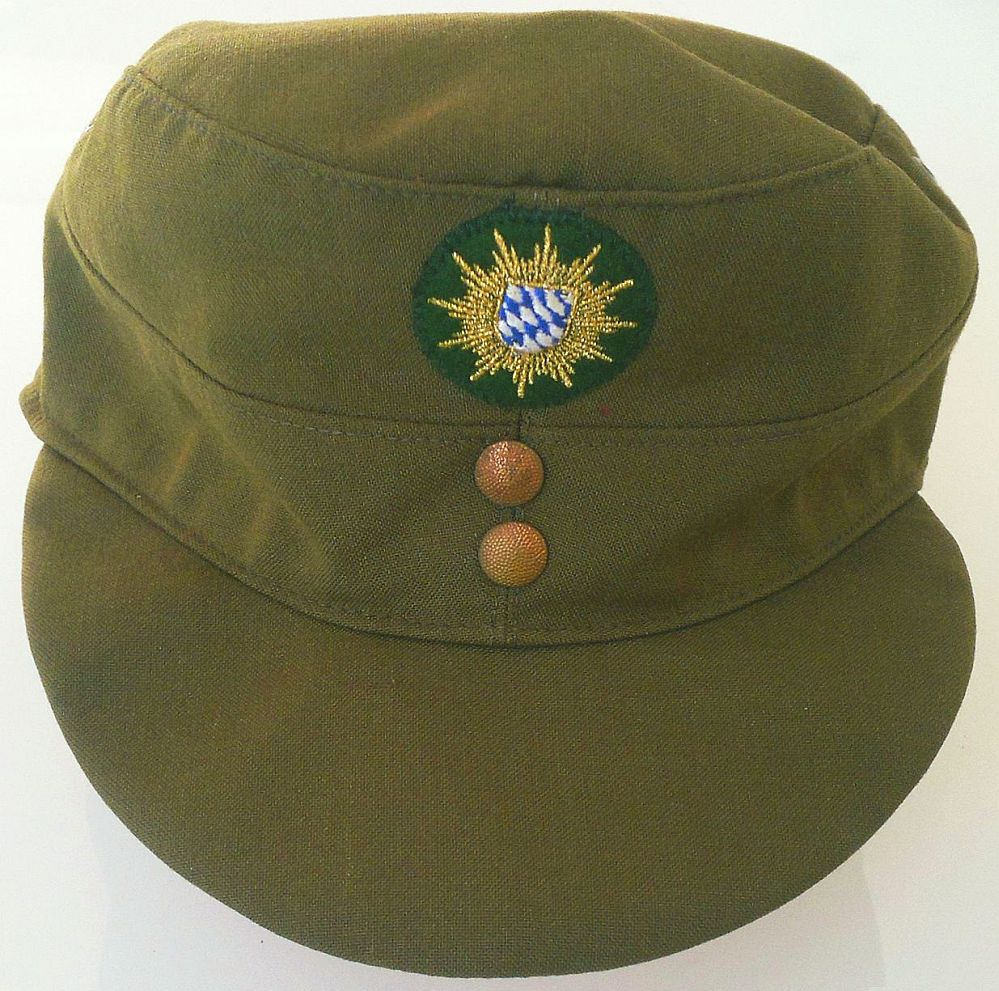
Gorra muntanyenca (Bergmütze) de la policia de Baviera (secció Bereitschaftspolizei), tipus M43. Fabricant: Bamberger Mützen-Industrie. Circa 1980.

En medis militars, el terme de gorra s'aplica restrictivament a lligadures semirígides o flexibles, de visera (normalment tèxtil), i sense plat (militarment, la gorra de plat és una altra mena de lligadura). En termes generals, la gorra militar (o gorra de campanya, gorra de muntanya, gorra noruega, gorra de Jäger, etc.) acostuma de tenir copa ovalada amb cim pla; més rarament, també hi ha models amb copa semiesfèrica (com una gorra de beisbol). Així definida, la gorra militar constitueix una tipologia coherent, per motius alhora històrics i estètics. Per tant, no considerarem com a "gorres" certs precedents formalment similars, sobretot de la segona meitat del segle xix, com el quepis clàssic, el xacó baix i el ros. Rl quepis recte també s'exclou de la definició de 'gorra', per motius anàlegs.

### Història
La primera gorra militar moderna fou l'adoptada per l'exèrcit austrohongarès el 1868 com a lligadura de diari i campanya (mentre el xacó baix es reservava per a passeig i gala), sota el nom, primer, de Lagermütze (literalment, 'casquet de caserna') i, a partir de 1871, definitivament de Feldkappe ('gorra de campanya') en alemany, bocskai sapka en hongarès. Existí en diversos models successius, amb lleus matisos de disseny, fins a atènyer la versió clàssica en el model de 1908. La gorra de campanya austrohongaresa model 1908 marcà època, i es pot dir que és el prototip de totes les posteriors, o poc menys.

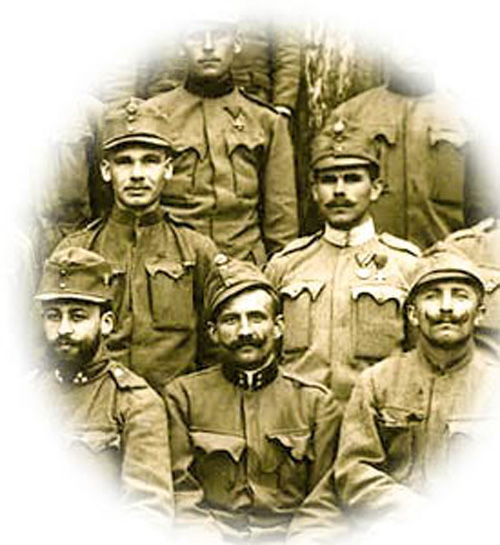
Soldats austrohongaresos amb la gorra de campanya model 1908 (vers 1914)
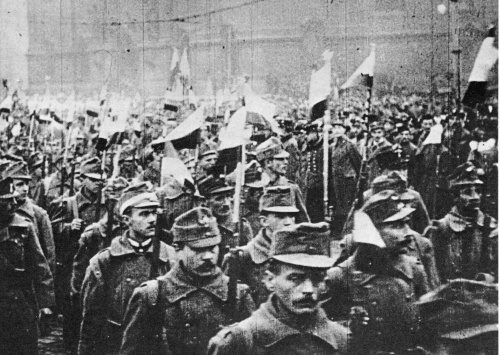
Soldats txecs de l'exèrcit austrohongarès amb la gorra de campanya model 1908; n'hi ha un que duu desplegada l'orellera perimetral. Praga, novembre 1918

Com a lligadura amb presència internacional de pes, però, la gorra militar és una innovació del segle XX: fora d'Àustria-Hongria, les primeres gorres de tipus modern foren adoptades, entorn la primera dècada del segle, pels exèrcits italià (1909), grec (1910) i noruec (1914), sobretot per a campanya, tot i que l'exèrcit romanès se'ls havia avançat amb la peculiar capelă de 1881, de llarga durada. Cal dir que, curiosament, la Feldkappe/bocskai havia evolucionat a partir del casquet de caserna (com la capelă, d'altra banda), mentre que les gorres italiana i grega coetànies derivaven del quepis semirígid (la gorra grega rebia oficialment el nom de quepis); la noruega, probablement, ja partia de l'austrohongaresa.

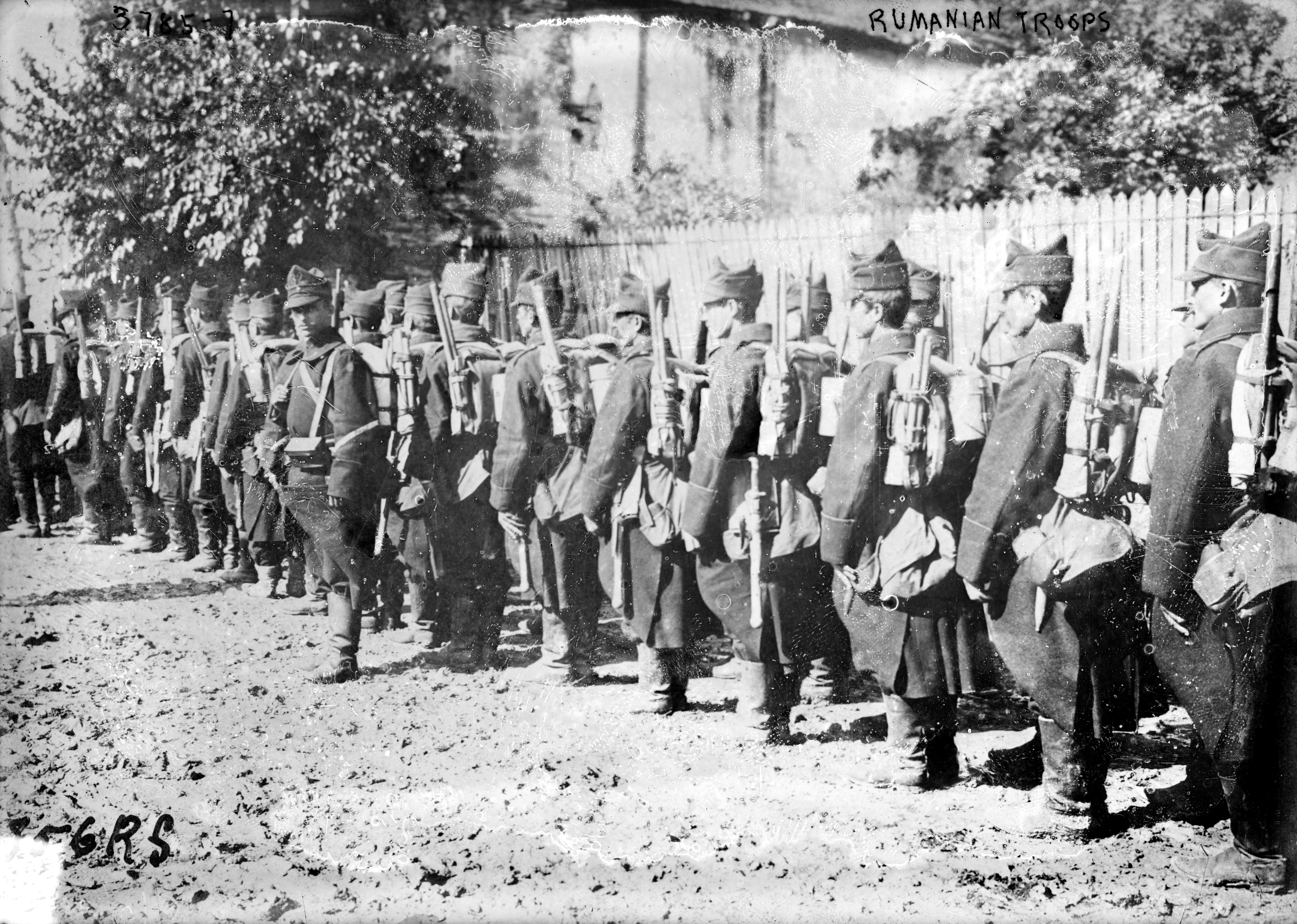
Soldats romanesos (vers 1916) amb la capelă característica
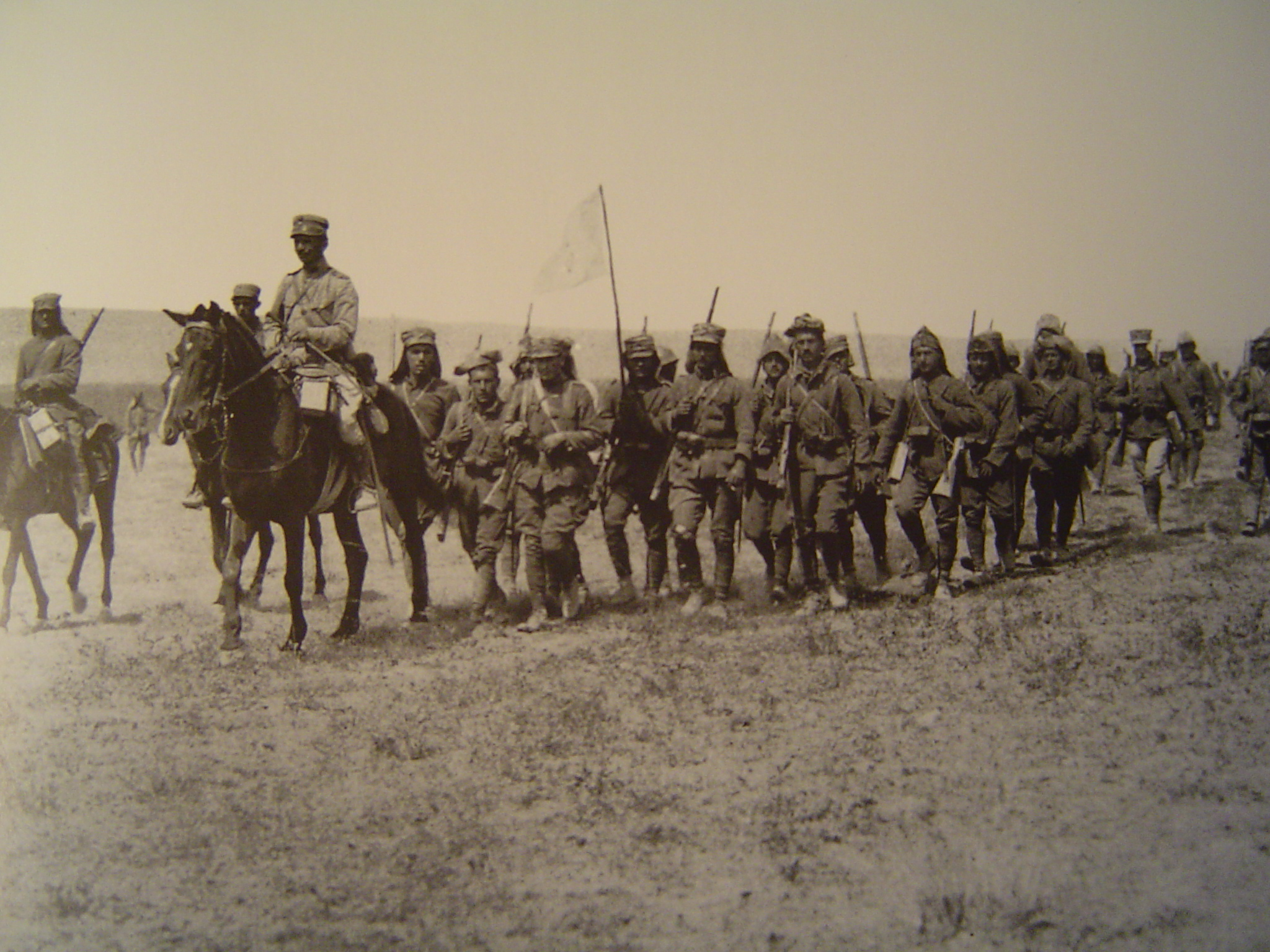
Tropes gregues a Anatòlia (agost 1921) amb gorres model 1910
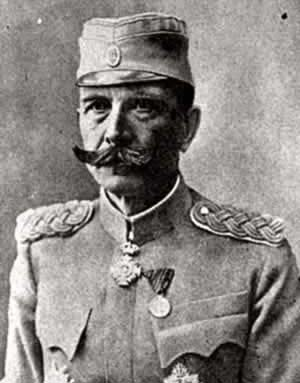
General serbi amb la gorra šajkača d'oficial

En el període d'entreguerres la gorra militar es rarificà, en esdevenir majoritari l'ús del casquet de caserna també per a campanya, segons l'exemple francès (el casquet bocskai hongarès, però, era una imitació de la gorra 1908, fins al punt d'incorporar visera desplegable). Entre els pocs exèrcits cofats amb gorra en campanya es comptaven l'austríac, el noruec (a partir de 1914 amb la gorra Finnmark d'orelleres lateral-posteriors, de llarga durada), el finlandès (amb el model kenttälakki 1936, també de llarga durada, imitació de l'austrohongaresa de 1908 però en versió recta), el suec breument (1923-1939) i el de la Turquia kemalista. Emperò, és precisament ara, a cavall dels anys vint i trenta, quan els exèrcits xinesos i el japonès adopten la gorra com a lligadura bàsica, en ambdós casos amb dissenys molt caracteritzats. Així mateix, i durant la seva existència tan breu, l'Exèrcit Popular de Catalunya adoptà una gorra de tropa, bastant rígida, que, de fet, evocava el quepis rígid d'oficial francès.

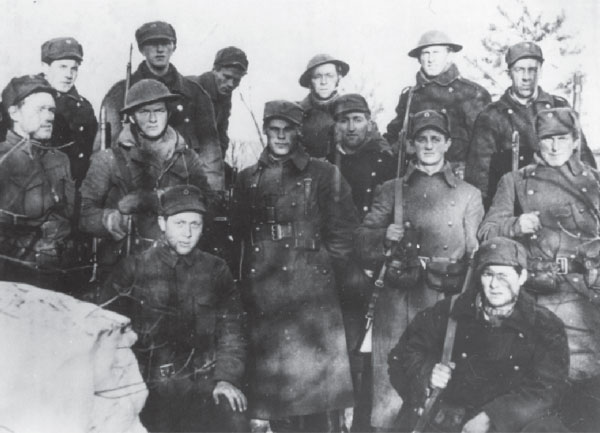
Soldats noruecs (1940) amb la gorra Finnmark tipus 1914
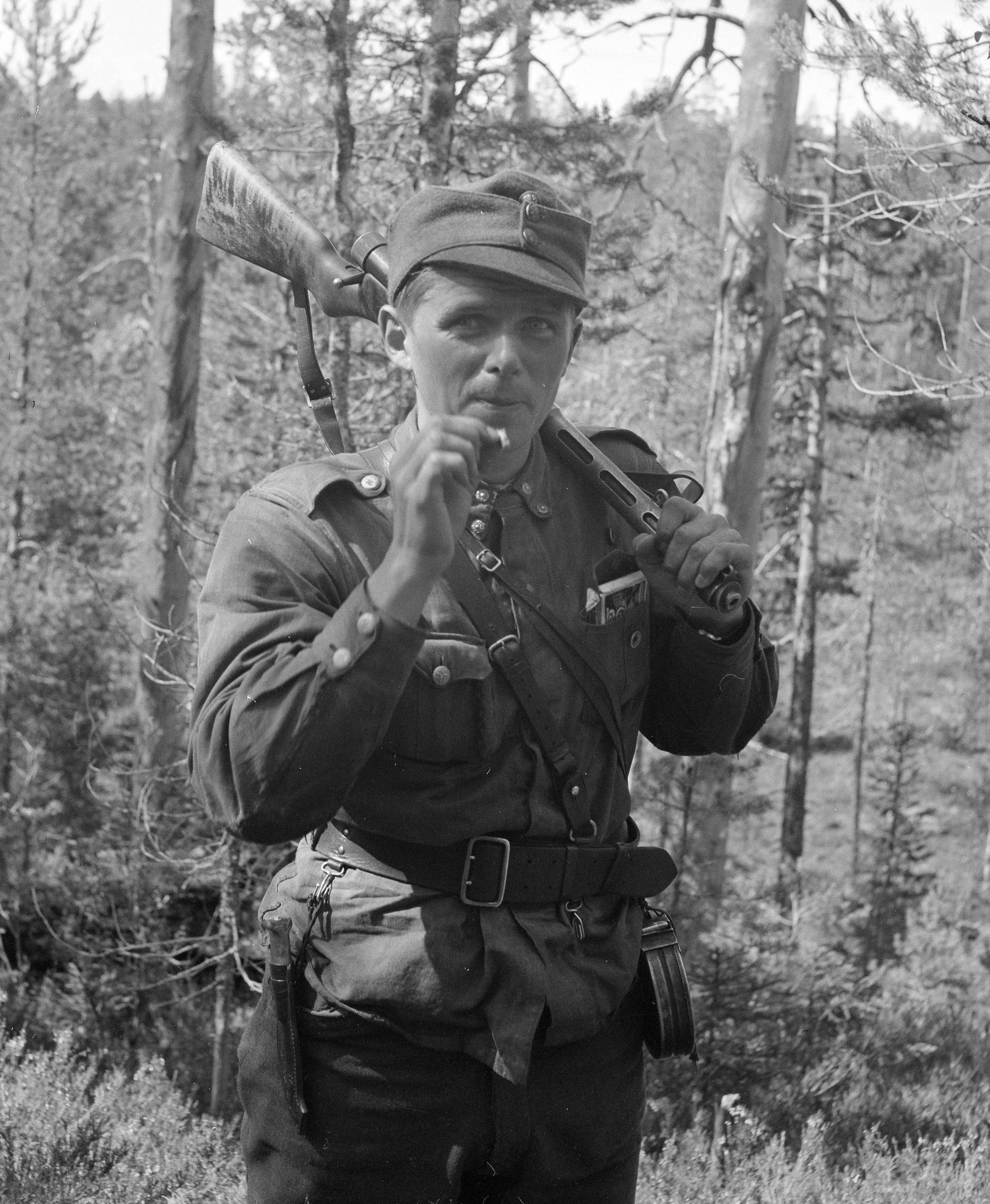
Soldat finès (vers 1940) amb la gorra kenttälakki model 1936
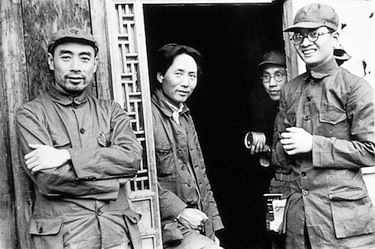
Típiques gorres Mao entre els dirigents de l'Exèrcit Roig xinès (1937)
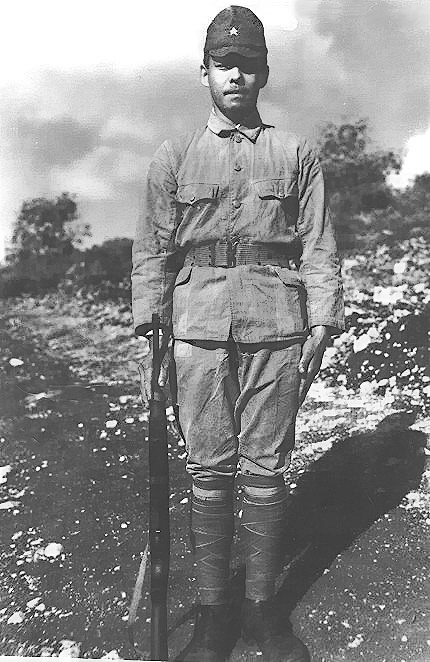
Soldat japonès (1945) amb la gorra de campanya model 1932
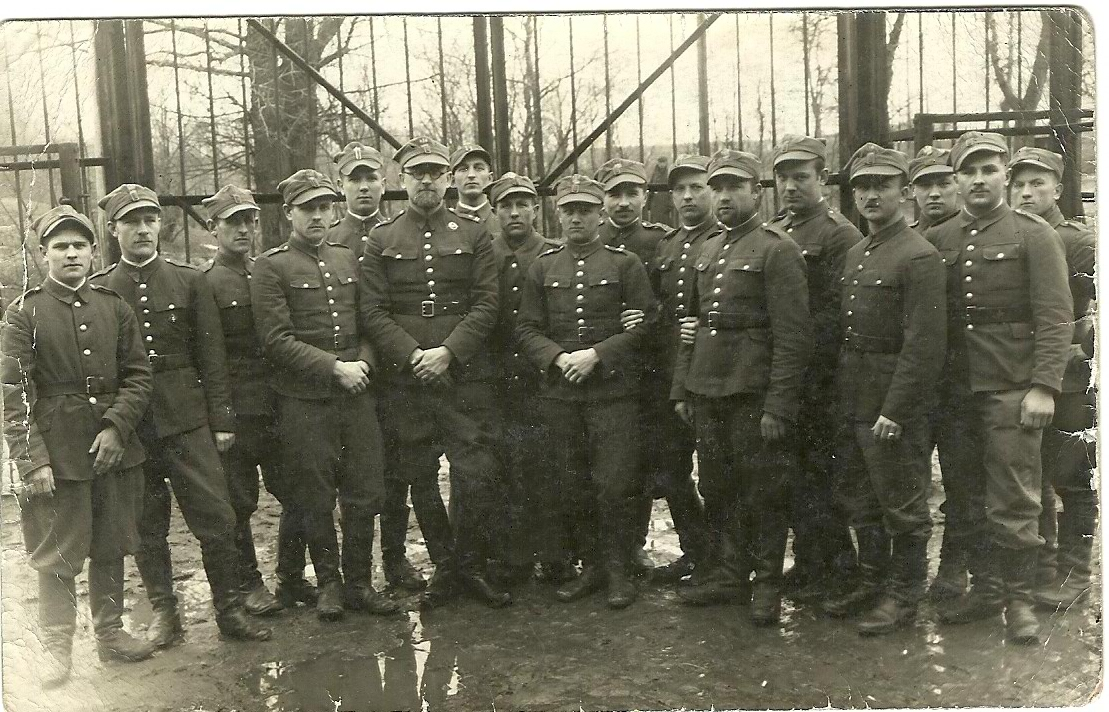
Soldats polonesos (1939) amb la czapka de campanya model 1937

Ja en el marc de la Segona Guerra Mundial l'Alemanya nazi generalitzà la gorra de tipus Feldkappe (Einheitsfeldmütze M1943), ben bé en la tradició austrohongaresa; l'havien precedit models força similars circumscrits a tropes muntanyenques (Bergmütze M1930) i a l'Afrika Korps (M1940, distribuïda des de 1941). En l'exèrcit estatunidenc apareixen gorres des del 1941.

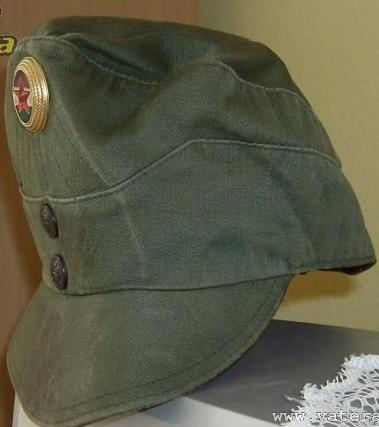
Gorra hongaresa bocskai model 1965, una de les derivacions directes de l'austrohongaresa model 1908

A partir de la segona postguerra mundial la gorra ha estat la lligadura de campanya habitual en la gran majoria d'exèrcits del món, si bé en competició amb la boina, la qual avui sembla tendir a substituir-la.

### Tipologia
Pel que fa a la forma, i com ja hem vist, generalment les gorres de campanya (i passeig) del segle XX presentaven copa ovalada i front pla; d'altra banda, o bé tenien la part frontal més elevada que la posterior (com en el tipus austrohongarès), o bé eren rectes, és a dir, amb les parts anterior i posterior de la mateixa alçada (com en els citats models italià, grec, noruec i finlandès). Sovint incloïen orelleres perimetrals desplegables, rarament usades en la pràctica, i avui substituïdes, sovint, per un repunt simbòlic. Un cas peculiar és el de l'exèrcit espanyol, en què la gorra (adoptada el 1958) segueix la pauta de front més elevat, però per imitació de la forma del ros vuitcentista, la mateixa lligadura que hi havia fet el paper del quepis semirígid entre mitjan segle xix i 1926.
Citem diversos casos tipològicament interessants, que se surten de la norma: 
- la gorra de campanya (capelă) usada per l'exèrcit romanès des de 1881 i durant la primera meitat del segle xx, que rematava en punta a les parts frontal i posterior, cosa que li donava un cert aire de casquet de caserna amb visera, tot delantant-ne l'origen;
- les gorres šajkača de l'oficialitat sèrbia (i després de la Iugoslàvia monàrquica), versió rígida i amb visera del casquet homònim;
- l'anomenada gorra Mao, flexible, de roba, amb copa semiesfèrica i petita visera semicircular, afegida a la copa directament o mitjançant una banda mínima; generalment d'un verd intens i amb estrella roja de cinc puntes al front, fou la lligadura típica de les tropes comunistes durant la Guerra Civil Xinesa i, posteriorment, la reglamentària de l'exèrcit regular de la RPX durant molts anys, i ha esdevingut un dels grans símbols del maoisme;
- la gorra japonesa model 1932, de copa bastant elevada i amb forma semiesfèrica, la qual constava de tres peces, amb la superior ovalada. Fou, probablement, la primera gorra de campanya de talla única: a la part de la nuca duia un tall ajustable mitjançant vetes.
- els diversos models de gorra de campanya (rogatywka polowa) de l'exèrcit polonès (a partir de 1937), generalment amb el cim rematat en forma de czapka;
- la gorra flexible amb copa rematada en cinc puntes, lligadura universal dels soldats comunistes sinomalais durant la lluita contra japonesos (fins a 1945) i britànics (1948-1960);
- la gorra dels marines estatunidencs (utility cover), amb copa rematada en vuit puntes (d'on el sobrenom de gorra octogonal).

Actualment, i en una línia d'encuny estatunidenc, sembla tendir-se a gorres, bé d'estil de beisbol (usades sobretot per a feineig), bé de copa recta, però amb el cim arrodonit en comptes de pla. També estan prou esteses les imitacions o adaptacions de la patrol cap estatunidenca.

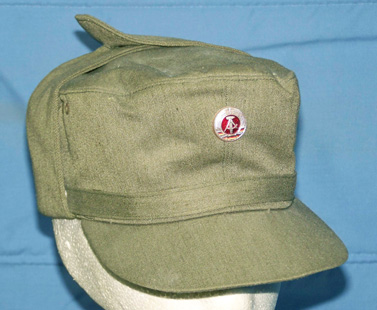
Gorra d'orelleres de la milícia KdA de la RDA. Anys setanta

Un tipus especial de gorra militar és la gorra d'orelleres (popularment coneguda com a gorra Durruti als Països Catalans): duu orelleres plegades als flancs, i cordades sobre la part superior, les quals es poden desplegar com a protecció contra el fred. A banda del seu ús durant la Guerra Civil Espanyola per part de la Columna Durruti i per alguna unitat de l'Exèrcit Popular espanyol, des dels anys seixanta fou la gorra de dotació en diversos exèrcits (Iugoslàvia, Txecoslovàquia, Albània, milícia auxiliar KdA de la RDA), i, ja tardanament, també de les Forces Armades de l'URSS.

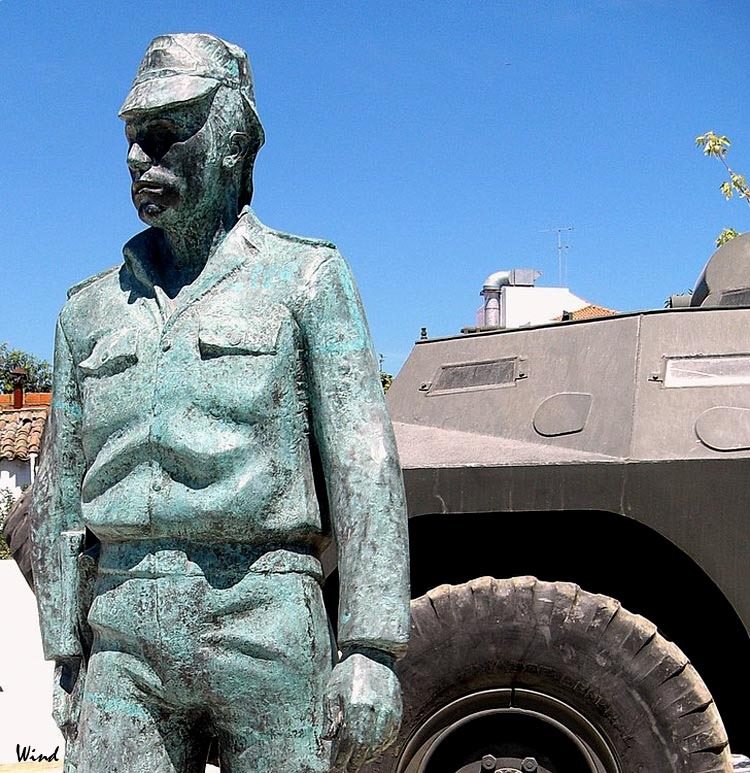
Gorra de paracaigudista en el monument a Salgueiro Maia, heroi de la Revolució dels Clavells

Una altra variant remarcable és la gorra de paracaigudista, flexible, semiesfèrica i amb viseres frontal i posterior, a la manera holmsiana. Creada per als paracaigudistes francesos, i luctuosament cèlebre al món sencer arran la Guerra d'Algèria, durant molts anys fou també la gorra de campanya de l'exèrcit portuguès; en un cas remarcable de justícia poètica, l'ús d'aquesta gorra en la Revolució dels Clavells la convertiria en símbol d'alliberament.